# Jetpac Refuelled
Jetpac Refuelled és un videojoc desenvolupat per Rare pel servei Xbox Live Arcade de la Xbox 360. Costa 400 Punts Microsoft ($5 USD, £3.50 GBP).